# Thomas Jefferson Howell
Pour les articles homonymes, voir Howell.
Thomas Jefferson Howell est un botaniste américain, né le 8 octobre 1842 dans le Missouri et mort le 3 décembre 1912.

## Biographie
Il est le plus jeune des cinq enfants de Benjamin et Elizabeth Howell. Son père, malgré sa formation de médecin, néglige l’éducation de ses enfants qu’il fait travailler dans la ferme familiale près de Portland. Le jeune Thomas, comme ses frères, ne fréquente l’école que quelques mois et doit apprendre par lui-même. Il se passionne très tôt pour les fleurs et commence à les décrire et les collectionner.
Thomas Howell préfère, au travail de fermier, voyager dans le nord-ouest du pays où il récolte des plantes, les fait sécher et les vend. Comme il est incapable de donner un nom aux espèces qu’il récolte, il les fait déterminer par des botanistes comme Asa Gray, George S. Vasey, Liberty Hyde Bailey ou Sereno Watson. Il fait paraître, en 1877, un Catalogue of the Flora of Oregon, Washington and Idaho, de 22 pages.
L’œuvre la plus importante d’Howell est la publication de sa Flora of Northwest America qui commence à paraître en mars 1897. Malgré la relecture du botaniste Martin W. Gorman, son texte contient de nombreuses erreurs, reflet de son éducation lacunaire. Le botaniste Willis Linn Jepson dira, en voyant le premier fascicule, qu’aucune botaniste des États-Unis d'Amérique ne connaît les plantes de ce pays aussi bien que Howell. La septième et dernière partie de sa Flore paraît en août 1903. On y trouve la description de 3 150 espèces dont 89 nouvelles. Malgré le fait qu’elle fut un échec commercial, sa flore n’a été dépassée qu’en 1955 avec le début de la parution des Vascular Plants of the Pacific Northwest  de Charles Leo Hitchcock, Arthur Cronquist, Francis Marion Ownbey et John William Thompson.
Il se marie à cinquante ans et bataille le reste de sa vie pour faire vivre sa femme et ses deux fils. En 1903, il vend son herbier riche d’environ dix mille spécimens à l’université de l’Oregon.

## Éponymie
Asa Gray lui a dédié un genre de Campanulacée, Howellia, à partir d’un spécimen récolté par Howell à Sauvie Island.